# VL60型电力机车
VL60型电力机车（俄语：ВЛ60），原称为N6О型电力机车（俄语：Н6О），是苏联铁路的电力机车车型之一，也是苏联第一种投入批量生产的干线交流电力机车，适用于供电制式为25千伏50赫兹工频单相交流电的电气化铁路，由诺沃切尔卡斯克电力机车厂设计制造，总产量超过2600台。在1957年至1967年间长达10年的生产过程中，机车厂对机车进行了多项改进，并衍生了一系列车型，包括改变齿轮传动比的VL60P型客运机车，具有再生制动功能的VL60R型机车，以硅整流器取代引燃管整流器的VL60K型机车，以及试验级间相控平滑调压的VL60KU型机车等。
1958年，苏联向中国提供了VL60型电力机车的设计资料和生产技术，由株洲机车车辆工厂和湘潭电机厂联合仿制，于1958年12月试制了中国第一台干线电力机车，定型为6Y1型电力机车，即后来的韶山1型电力机车。

## 发展历史

### 背景
1950年代初，苏联在第五个五年计划期间，开始了大规模的电气化铁路建设计划，并决定在更多铁路采用交流供电制式。1952年，诺沃切尔卡斯克电力机车厂开始设计一种新型交流电力机车。1954年，该厂试制了首两台NO型电力机车，后来改称为VL61型电力机车。VL61型电力机车是典型的整流器式电力机车，采用交—直流电传动和引燃管整流器，持续功率为2,010千瓦。1955年至1956年间，该型电力机车在莫斯科铁路局管内的20千伏工频单相交流电气化铁路试验段进行了试验运行，其主要性能指标均达到了设计要求。1956年，在莫斯科召开的苏共第二十次代表大会上，正式通过了大规模过渡到电力及内燃牵引的决定，苏联铁路决定在15年内建造40,000公里的电气化铁路。与此同时，苏联正式停止生产干线蒸汽机车，开始生产功率更大的VL8型直流电力机车和TE3型柴油机车。
1956年，诺沃切尔卡斯克电力机车厂开始在VL61型电力机车的基础上，开发研制新一代的大功率交流电力机车，并设定了下列技术指标：适用于20千伏50赫兹单相交流电气化铁路，功率等级为4000千瓦，构造速度为110公里/小时，机车重量为138吨，车轮直径为1250毫米，持续牵引力为33,000公斤，持续速度为45公里/小时。经过广泛的讨论，诺沃切尔卡斯克电力机车厂于1957年1月开始该项目的技术设计工作，并决定首先试制两台实验机车。新机车被定型为N6O型电力机车，其中“N”代表诺沃切尔卡斯克电力机车厂，“6”代表六轴机车，“O”代表单相交流电。

### N6O
1957年12月和1958年2月，诺沃切尔卡斯克电力机车厂先后试制了首两台原型车。N6O-001、N6O-002号机车安装了НБ-410型牵引电动机，小时功率为695千瓦，持续功率为610千瓦。两台机车采用了不同的齿轮传动比，分别为1：4.19（N6O-001）和1：3.74（N6O-002），连续牵引力为27500公斤和24600公斤，持续速度分别为47.5公里/小时和53.2公里/小时，最高运行速度为100公里/小时。1958年初，两台原型车先后在全苏铁道运输科学研究院的环形铁道试验基地，以及莫斯科铁路局管内奥热列利耶至帕韦列茨区段进行了牵引试验。而001号机车并赴外高加索铁路局管内哈舒里至博尔若米区段进行了动力学性能试验。

### VL60

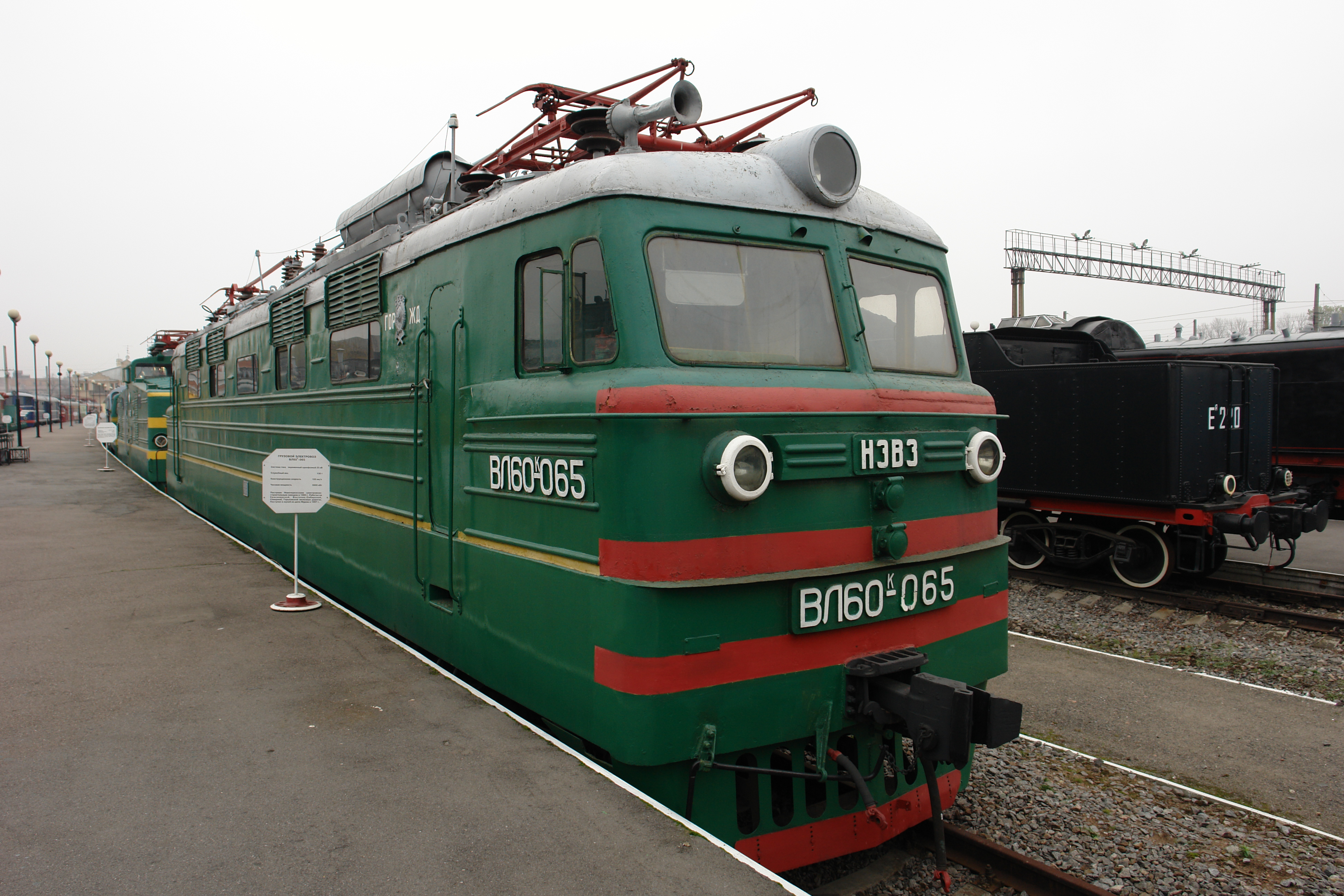
在圣彼得堡华沙站的十月铁路博物馆内展示的VL60^{K}-065机车

1958年10月，苏联交通部决定对西伯利亚铁路的马林斯克—克拉斯诺亚尔斯克—济马区段改造为交流电气化铁路，并批准N6O型电力机车投入批量生产。1959年，苏联决定将交流电气化铁路升压至25千伏，N6O型电力机车亦作出相应改造，更换了变压器的原边绕组。同年，根据首两台原型车的试验结果，诺沃切尔卡斯克电力机车厂试制了第三台VL60型电力机车，并开始投入批量生产。003号机车的转向架悬挂装置、制动装置均作出了改进，并改用了НБ-412型牵引电动机，齿轮传动比调整为1：3826。自1963年1月起，诺沃切尔卡斯克电力机车厂迫于在新切尔卡斯克事件后所受到的政治压力，N6O型电力机车根据苏联交通部的指示改称为VL60型电力机车。
1960年代初，VL60型电力机车曾经是苏联交流电气化铁路的主力电力机车，首先大量配属克拉斯诺亚尔斯克铁路局投入服务，后来陆续配属到北高加索铁路局、敖德萨-基希讷乌铁路局、高尔基铁路局、远东铁路局、东南铁路局和莫斯科铁路局。在生产过程中，诺沃切尔卡斯克电力机车厂对VL60型电力机车作出了持续的改进，包括牵引电路、保护系统、辅助电路、控制电路等方面，以提高机车运用的可靠性。1964年，随着机车使用时间和运行里程的增加，VL60型电力机车陆续进入第一个大修周期。在大修期间，所有早期生产的VL60型电力机车都将引燃管为串联连接，并继续使用ЭКГ-60/20型调压开关。从1965年第二季度开始，电力机车大修厂开始按照1435号机车的标准化牵引电路，对VL60型电力机车进行改造，包括采用串联连接的ИВП-500/5型引燃管、ЭКГ-8А型调压开关、感应分流器、引燃管过流保护器等等。

### VL60P
1961年，诺沃切尔卡斯克电力机车厂在N6O型电力机车的基础上，试制了首台N6OP型客运电力机车，自1963年1月起改称为VL60P型电力机车。与VL60型电力机车相比，VL60P型电力机车的总体结构和设备布置并无较大变化，主要特点为改为安装转速较高的НБ-415型四极串励牵引电动机，而非货运机车所使用的НБ-412М型六极串励牵引电动机。НБ-415型牵引电动机的额定转速为1050转（小时制），电机重量亦减轻到3760公斤，小时功率为650千瓦，持续功率为 595千瓦，齿轮传动比为1：3.375。此外，VL60P型电力机车还配备了电空制动机、平波电抗器，机车整备重量由138吨减少至129吨，轴重由23吨降低到21.5吨。机车构造速度为130公里/小时，持续速度为75.4公里/小时（持续制），持续牵引力为16900公斤（持续制）。
VL60P型电力机车出厂后，曾经配属北高加索铁路局高加索机务段投入运用考核，但由于线路条件的原因机车最高运行速度限制为100公里/小时，因此无法充分实现其性能特点。1969年，VL60P-001号机车进行了改造，以硅整流器取代了引燃管整流器，因而改称为VL60PK-001号机车。

### VL60R
1962年，诺沃切尔卡斯克电力机车厂、诺沃切尔卡斯克电力机车科学研究所、全苏铁道运输科学研究院合作研制了首两台带有再生制动的VL60R型电力机车。1962年夏季，VL60R-001、VL60R-002号机车开始在全苏铁道运输科学研究院的环形铁道进行试验。
VL60R型电力机车的总体结构和设备布置仍然和VL60型电力机车保持相同，机车主电路采用ОЦР-5600/25型牵引变压器、ИВС-300/5型引燃管、РЭД-4000型平波电抗器和НБ-412М型牵引电动机。为了保证逆变器的工作稳定性，采用了两组稳压电阻器，电阻器设置于车顶中部并设有冷却风扇。机车配备再生制动电子控制系统，通过磁放大器控制牵引电动机励磁电流调节制动功率。
1964年至1966年，又生产了一批采用НБ-412К型牵引电动机的VL60R型电力机车。诺沃切尔卡斯克电力机车厂共生产了85台VL60R型机车，主要配属于北高加索铁路局、东西伯利亚铁路局使用。其中两台机车（2126、2130）在保持牵引主电路基本不变的情况下，实验性采用晶闸管取代了引燃管，每台机车使用16个ВКДУ-150型晶闸管。

### VL60P

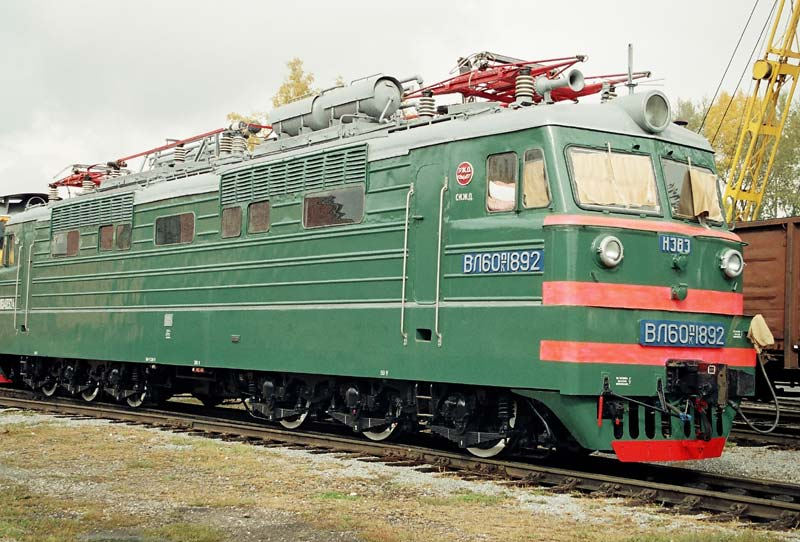
已改用硅整流器的VL60^{P}_{K}-1892号机车

1962年，为了满足旅客列车的牵引需要，诺沃切尔卡斯克电力机车厂研制了 VL60P型客运电力机车。VL60P型电力机车采用НБ-412К型六极串励牵引电动机，齿轮传动比为1：2.733，并配备了电空制动机。机车最高运行速度为110公里/小时，持续速度为73.3公里/小时（小时制）、77.1公里/小时（持续制）。1964年至1965年间，还生产了一批具有机车供电功能的VL60P型电力机车，改装带有供电绕组的ОДЦЭ-6000/25П-80型牵引变压器，能够向旅客列车的电热取暖装置供应3000伏交流电，供电容量为800千伏安。
1962年至1965年间，诺沃切尔卡斯克电力机车厂共生产了301台VL60P型电力机车。此后，根据苏联交通部的生产计划，由于诺沃切尔卡斯克电力机车厂需要承担VL80型电力机车的生产任务，不再生产客运机车。1960年代至1970年间，VL60P型客运电力机车在大修时均相继进行了技术改造，以硅整流器取代了原来的引燃管整流器，经过改造的机车改称为VL60PK型电力机车。

### VL60K

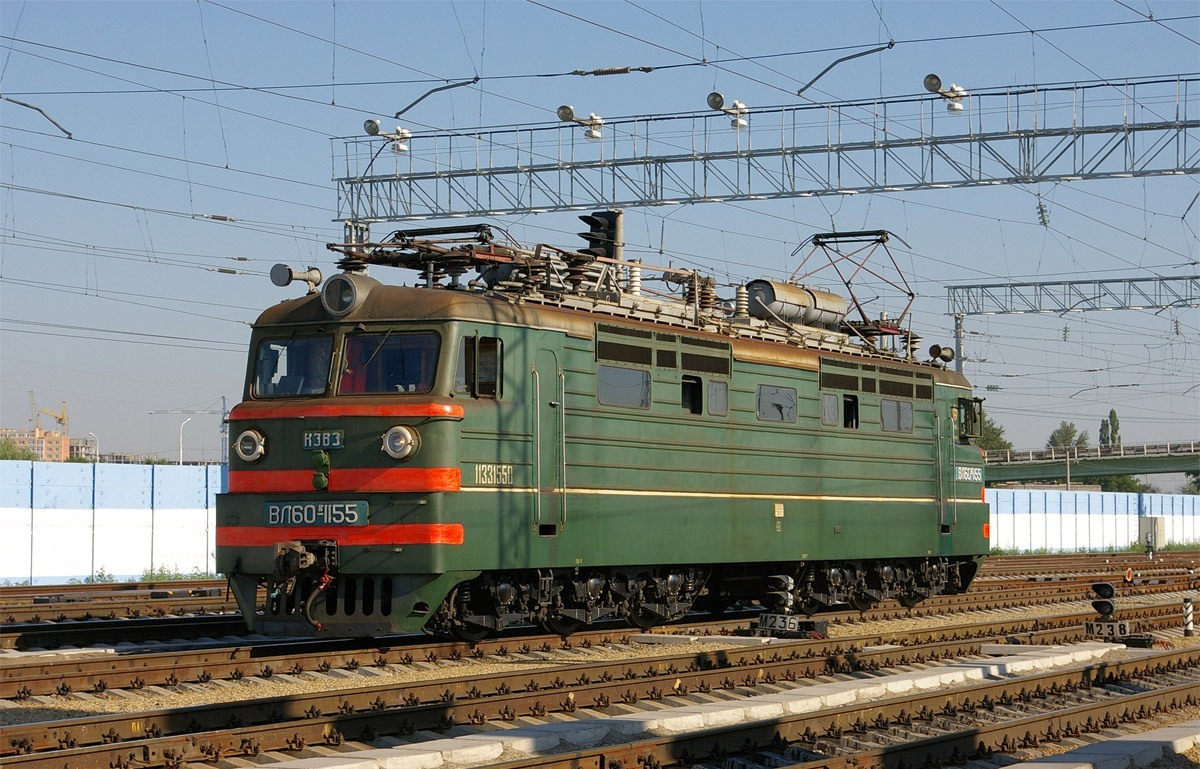
VL60^{K}-1155号电力机车

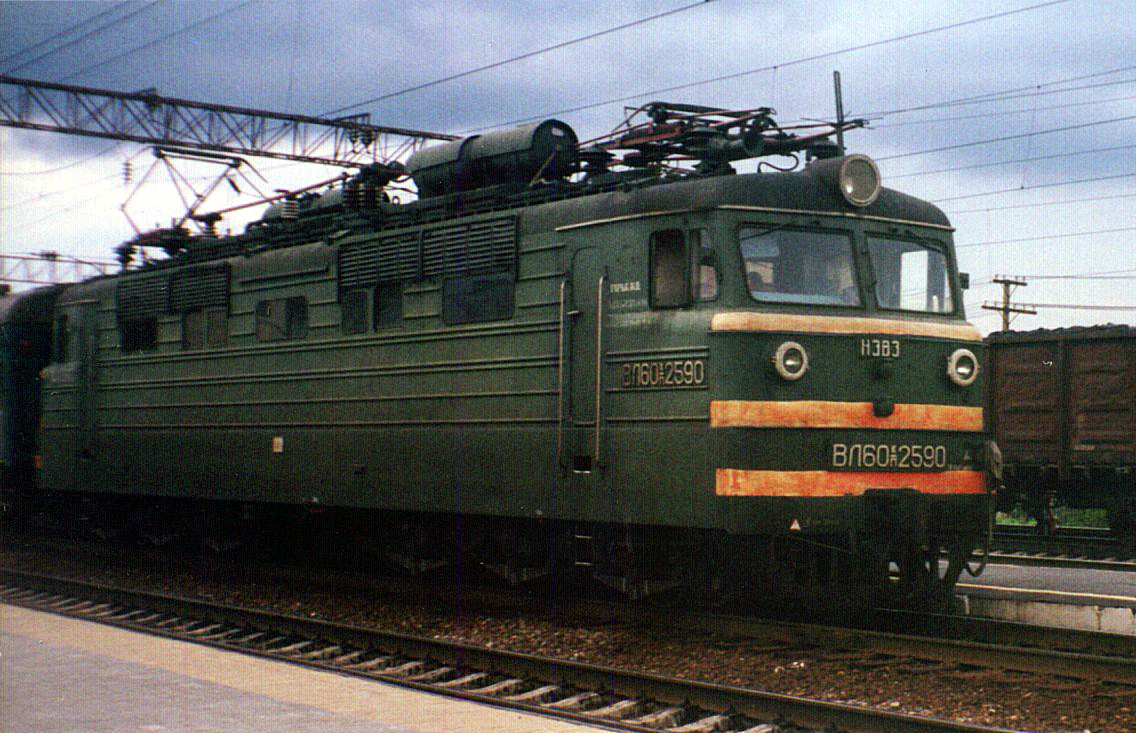
经过改造的VL60^{K}_{P}-2590号客运机车

随着电力电子技术的发展，大功率半导体器件的生产和应用渐趋成熟。1960年代初，苏联开始研制采用硅整流器取代引燃管的交流电力机车。1962年11月，诺沃切尔卡斯克电力机车厂成功研制了采用硅整流器和高压侧调压开关的VL62型电力机车，以及采用硅整流器和低压侧调压开关的VL60K型电力机车。首两台VL60K型电力机车出厂后，VL60K-001号机车随即在北高加索铁路局投入运用考核，而VL60K-002号机车则赴全苏铁道运输科学研究院的环形铁道进行性能试验。
1963年，诺沃切尔卡斯克电力机车厂开始小批量生产采用НБ-412М型牵引电动机的VL60K型电力机车。1965年，工厂正式停产采用引燃管整流器的VL60型电力机车，转产采用НБ-412К型牵引电动机的VL60K型电力机车。至1967年停产为止，诺沃切尔卡斯克电力机车厂共生产了501台VL60K型电力机车。而之前生产的VL60型电力机车也在后来大修时陆续改用硅整流器，经改造后的机车均改称为VL60K型电力机车。除此之外，根据各铁路局和机务段的运用需要，部分VL60K型电力机车被改造成客运电力机车，齿轮传动比调整为1：2.733，最高运行速度提高到110公里/小时，经改造后的客运机车均改称为VL60KP型电力机车。

### VL60KU
1967年，诺沃切尔卡斯克电力机车厂和全苏铁道运输科学研究院合作研制了首台采用级间相控平滑调压的VL60KU型电力机车。机车使用了变压器低压侧有级调压与晶闸管相控调压相结合的调压方式，由二极管桥式整流电路和晶闸管半控桥式过渡整流电路组成，每台机车安装了80个Т-160型晶闸管。利用低压侧调压开关构成八个大调压级，并在每级之内实现晶闸管相控无级调压，使牵引电动机端电压能够平滑调节，有效提高了机车的牵引性能。
VL60KU-533号机车在全苏铁道运输科学研究院的环形铁道完成牵引试验后，在苏希尼奇—布良斯克 —科诺托普区段投入运用考核。1971年至1972年间，乌克兰的扎波罗热电力机车厂（ЗЭРЗ）亦将另外10台VL60型电力机车改造成无级调压的VL60KU型电力机车。

### VL60KR
1971年至1973年间，诺沃切尔卡斯克电力机车厂在VL60K型电力机车的基础上，进行了有关可控硅相控电力机车的研究和试验。1974年8月，经过改造的VL60KR-2370号机车开始在全苏铁道运输科学研究院的环形铁道进行试验。这台机车采用了晶闸管不等分三段全控桥相控整流电路，从而实现机车的无级平滑调压。由于全控桥式整流电路的特性，机车亦具有再生制动功能。在再生制动工况时牵引电动机变为他励发电机运转，发出的电能通过逆变装置反馈给电网，制动功率通过独立的晶闸管整流器所提供的励磁电流来控制。

## 技术特点

### 机械结构

#### 车体

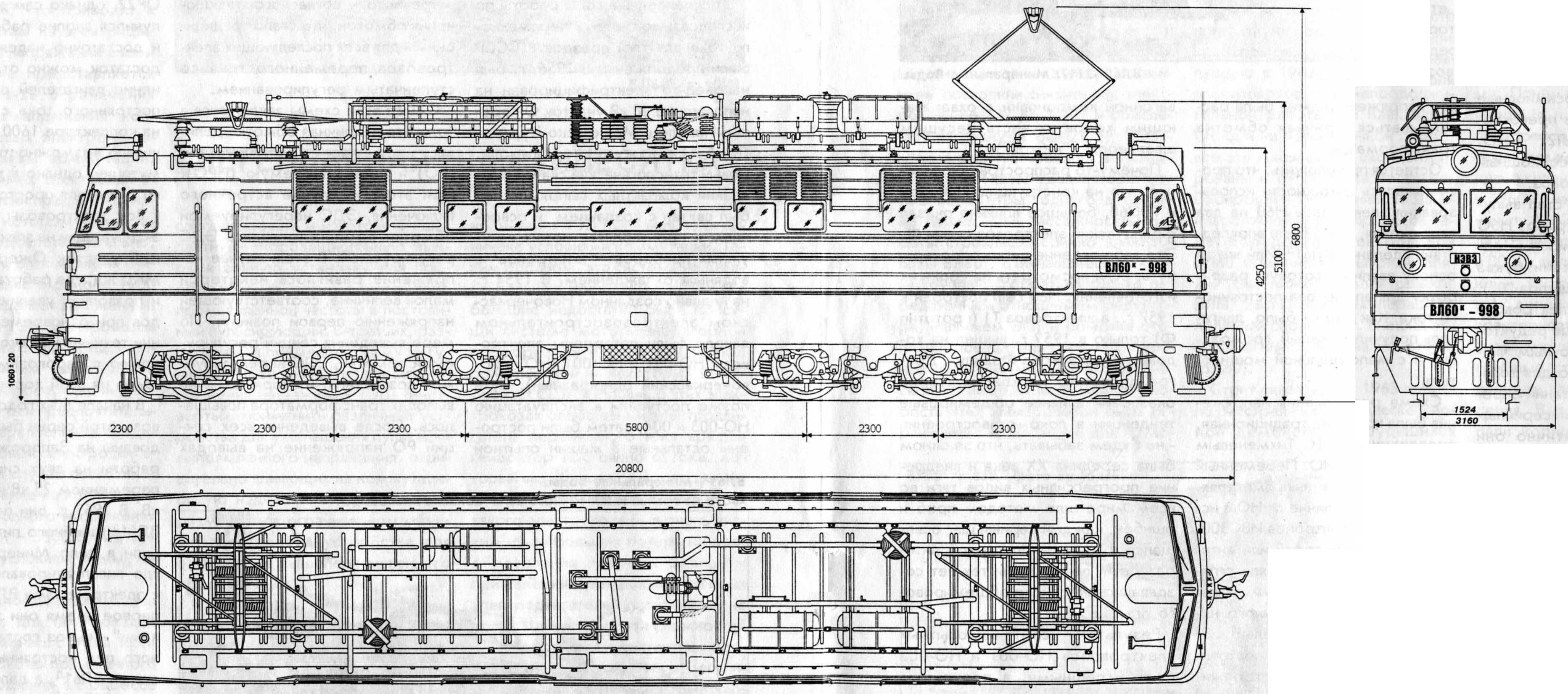
VL60型电力机车设备布置图纸

机车采用全金属非承载式车体，车体各项载荷全部由底架承担，车体侧墙和顶盖不参与承载，同时底架亦用来传递牵引力和制动力。车钩安装在车体底架两端的牵引梁内，而非像VL61型电力机车那样直接和转向架连接。车体长度为19,600毫米，车钩中心间距为20,800毫米，车体宽度为3,160毫米。车体底架可承受250吨的纵向压缩力。车体侧壁由厚度为2.5毫米的钢板轧制成形，并设有加强压根以提高车体刚度。
机车的两端各有一个司机室，机车中部是变压器室，司机室和变压器室之间是机械室，车内设有贯通式双侧内走廊。司机室设有大面积的玻璃前窗，墙壁、地板和天花板内夹层设有聚苯乙烯泡沫塑料隔热材料。

#### 转向架
机车走行部为两台三轴转向架，采用“日”字形箱型焊接结构的构架，构架由两根纵向侧梁、枕梁和管型端梁组焊而成。车轮直径为1250毫米（新轮），采用锻钢车轴和有孔辐板轮对，转向架的设计允许轮对连同牵引电动机一并拆卸和更换。牵引电动机在转向架上采用抱轴式悬挂、单边刚性斜齿轮传动，牵引齿轮传动比为88：23（VL60K）或82：30（VL60P）。轴箱采用拉杆式定位结构和圆柱滚子轴承。中间轮对留有±15.5毫米的轴向移动量，以减小中间轮对的轮缘磨耗，并提高小半径曲线通过性能。
转向架设有二系悬挂装置，一系悬挂为钢板弹簧、螺旋弹簧和均衡梁组成，二系悬挂为中央摩擦旁承和摇摆旁承。弹簧悬挂系统总静挠度为108毫米。每台转向架有二个摩擦旁承和二个摇摆旁承，分别各承担一半的车体重量，牵引力和制动力通过中央支承传递，中央支承由铸钢构架和两个锥状橡胶锥组成。制动装置采用由制动横梁和制动拉杆的组合式基础制动装置，车轮的两侧都设有闸瓦。

### 传动系统
VL60型电力机车是交—直流电传动的交流电力机车。接触网上的高压单相交流电通过受电弓、主断路器引入机车，电能经牵引变压器降压，通过整流器整流直流电后，供给两台转向架上六台并联连接的直流牵引电动机，从而使牵引电动机产生转矩并驱动轮对。

#### 牵引变压器
机车中部安装一台牵引变压器。N6O型电力机车曾经采用ОЦР-5600/20型牵引变压器，由莫斯科变压器制造厂研制，额定输入电压为20千伏。后来的VL60型电力机车采用了输入电压为25千伏的ОЦР-5600/25型（VL60K）或ОЦР5600/25П（VL60P）型牵引变压器，部分经改造后能够向旅客列车供电的VL60P型电力机车改装ОДЦЭ-6000/25П-80型牵引变压器。从1960年开始，牵引变压器改由塔林水银整流器厂生产。
ОЦР-5600系列牵引变压器是采用强迫油循环冷却的单相变压器，额定容量为5600千伏安，牵引变压器有四个绕组包括，高压输入绕组、两个牵引绕组和辅助绕组。输入绕组的额定功率为5244千瓦。两个牵引绕组负责向整流器供电，输出电压为2×2060伏，额定容量为4942千伏安。而辅助绕组用于向辅助电路供电，输出电压为210伏和399伏，额定容量为300千伏安；从第2351号牵引变压器开始增加630伏的输出制式，以满足630伏辅助电机的供电需要。变压器的重量为12346公斤，其中冷却油占2840公斤。

#### 整流器
每台机车装有两台相同的整流器机组。早期的VL60型电力机车采用引燃管整流器，由全苏列宁电工技术研究院设计、塔林水银整流器厂和斯塔夫罗波尔整流器厂生产，每台整流器装有4个ИВС-300/5型引燃管元件（从005号机车开始增加到6个引燃管），额定电流为300安培（持续制）／350安培（小时制），最大反向电压为6500伏，每个引燃管重量为65公斤，采用水循环冷却。1963年底，塔林水银整流器厂成功研制了ИВУ-500/5型引燃管（后来改称为ИВП-500/5型），可以按300安培额定电流、最大反向电压6500伏，或者440安培额定电流、最大反向电压4000伏工作，该型引燃管从1277号机车开始使用。
VL60K型电力机车改为采用ВУК60-4Л型硅整流器，每台整流器设有二组单相桥式整流电路，每一桥臂有十个并联支路，每个支路有五个串联连接的二极管。整流器采用ВЛ200-8型雪崩二极管作为整流元件，额定电流为200安培，反向电压为800伏。整流器额定整流电压为2500伏，最高反向电压为4500伏，重量为400公斤。

#### 牵引电动机
N6O-001、N6O-002号机车安装了НБ-410型牵引电动机，该型电动机是六极串励直流电动机，额定电压为1600伏，小时功率为695千瓦，持续功率为610千瓦，最高转速为每分钟2020转，定子主极采用硅胶绝缘（ВС级绝缘），转子绕组采用B级绝缘，电机重量为4450公斤。根据НБ-410型牵引电动机的运行结果，诺沃切尔卡斯克电力机车厂对其进行了重新设计，并定型为НБ-412型牵引电动机，并安装在003～033号机车上，额定电压调整为1450伏，小时功率为647千瓦，持续功率为564千瓦，重量增加到4990公斤。从034号机车开始，改为采用НБ-412М型牵引电动机，定子和转子采用B级和H级绝缘，最高转速为每分钟1650转，电机重量为5000公斤。
1962年初，成功研制了带有补偿绕组的НБ-412К型牵引电动机，电机主极有10个均匀分布的插槽，并嵌放了每极10匝的补偿绕组；而附加极的绕组数量从21个减少至10个，匝数减少从34个至19个，从而减少158公斤的铜消耗量；定子和转子均采用B级绝缘；额定电压为1600伏，小时功率为775千瓦，最高转速为每分钟1845转。经过试验，补偿线圈取得了良好的效果，能有效消除由于电枢反应所引起的气隙磁场畸变，减小了产生电位差火花和环火的可能。НБ-412К型牵引电动机从1963年初开始在少数机车装车运用，并且从1965年生产的1810号机车开始全面使用。

#### 调压系统
VL60型电力机车的牵引电路与VL61型电力机车基本相同，采用变压器低压侧调压开关进行调速控制，通过改变牵引变压器次边低压绕组抽头的接法来调节牵引电动机的端电压，从而实现机车的速度调节。和高压侧调压方法相比，低压侧调压无需在牵引变压器设置调压绕组，因此大大减轻了其重量。为了减少次边牵引绕组的抽头数量和增加调压级数，调压电路设有绕组转换开关。机车设有33级调压级，其中9级为经济运行位。除此之外，还可以对牵引电动机实施四级磁场削弱，作为恒功区的辅助调速手段。与VL61型电力机车不同的是，调压开关采用了ЭКГ-60型凸轮轴控制调压开关；从101号机车（1960年）开始采用加装灭弧室的ЭКГ-60/20型调压开关；从1435号机车（1964年）开始采用同样应用于VL80型电力机车的ЭКГ-8А型调压开关。

### 辅助系统
VL60型电力机车的辅助电路由牵引变压器的辅助绕组供电，经过НБ-455型旋转式劈相机将单相交流电转换成三相交流电，供机车上的辅助机械使用。НБ-455型劈相机由一台单相交流电动机与一台三相交流发电机组合而成，额定输入电压为380伏单相交流电，输出电压范围为280～460伏三相交流电，额定转速为每分钟1490转；此外，劈相机还用于驱动一台ДК-405型直流发电机，为控制电路、电力照明及蓄电池充电提供50伏直流电。机车的主要电动辅助机械，包括两台电动空气压缩机、冷却风机、冷却油泵等，均采用鼠笼式三相异步电动机，额定工作电压为380伏。

## 参看
- VL61型电力机车
- VL62型电力机车
- VL80型电力机车
- 韶山1型电力机车